# Layoune
Ne doit pas être confondu avec Laâyoune.
Layoune, anciennement Taine durant la colonisation, est une agglomération rurale chef lieu de commune de la wilaya de Tissemsilt en Algérie.

## Géographie
Layoune est située sur la route nationale 14 à 22 km à l'est de Tissemsilt en zone montagneuse sur le piémont des monts de l'Ouarsenis.

## Histoire
Durant la période de l'Algérie française, la commune prend le nom de Taine en hommage à l'historien et philosophe Hippolyte Taine. L'agglomération a accédé au statut de commune en 1956.

## Administration
Layoune est le siège d'une commune qui englobe les agglomérations secondaires suivantes ; Selmana, Debr Layoune et Megrisba. Elle relève de la daïra de Khemisti.

## Économie
La région tire ses revenus de l'agriculture.